# Gura Putnei
Gura Putnei – wieś w Rumunii, w okręgu Suczawa, w gminie Putna. W 2011 roku liczyła 1298 mieszkańców. 